# Темпе
Те́мпе (індонез. tempe) — ферментований харч, що готується з соєвих бобів, популярний в Індонезії й інших країнах Південно-Східної Азії.

## Виробництво
Темпе роблять з цілих соєвих бобів. Соєві боби розм'якшуються, потім розкриваються або очищаються від лушпиння, і варяться, але не до готовності. Потім може додаватися підкислювач (зазвичай оцет) і закваска, що містить грибкову культуру  Rhizopus oligosporus. Боби розкладаються тонким шаром і ферментуються протягом доби при температурі близько 30 °C.
При низькій температурі або підвищеній вентиляції на поверхні можуть виникнути спори у вигляді нешкідливих сірих або чорних плям. Це — нормальне явище, яке не впливає на смак і запах темпе. Легкий запах аміаку притаманний готовому якісному темпу, але цей запах не повинен бути дуже сильним. Темпе зазвичай продається в брикетах завтовшки близько 1,5 см.
Темпе, так само як і соєві боби, — дуже багатий білком. Білок з темпу легше перетравлюється і засвоюється організмом завдяки ферментації в процесі виготовлення. Іноді в грибковій культурі, використовуваній в процесі виробництва темпе, містяться бактерії, що виробляють вітамін B 12, однак темпе не є надійним джерелом цього вітаміну.

## Використання
Темпе використовується, зокрема, в індонезійській і вегетаріанській кухнях.
Зазвичай розрізаний на шматочки темпе обсмажують на рослинній олії з додаванням інших продуктів, соусів та спецій. Іноді темпе попередньо замочується в маринаді або солоному соусі.
Готовий темпе подається з гарніром, в супах, в тушкованих і смажених стравах, або окремо як самостійна страва.
Темпе має складний запах, який порівнюють з горіховим, м'ясним або грибним.